# Czornyj Potik (rejon chuściański)
Czornyj Potik (ukr. Чорний Потік) – wieś na Ukrainie, w obwodzie zakarpackim, w rejonie chuściańskim, w hromadzie Irszawa. W 2001 liczyła 1013 mieszkańców, spośród których 1003 wskazało jako ojczysty język ukraiński, a 10 rosyjski.